# TT153
TT153 (Theban Tomb 153) è la sigla che identifica una delle Tombe dei Nobili ubicate nell’area della cosiddetta Necropoli Tebana, sulla sponda occidentale del Nilo dinanzi alla città di Luxor, in Egitto. Destinata a sepolture di nobili e funzionari connessi alle case regnanti, specie del Nuovo Regno, l'area venne sfruttata, come necropoli, fin dall'Antico Regno e, successivamente, sino al periodo Saitico (con la XXVI dinastia) e Tolemaico.

## Titolare
TT153 era la tomba di:
| Titolare    | Titolo         | Necropoli       | Dinastia/Periodo | Note                                                                 |
| ----------- | -------------- | --------------- | ---------------- | -------------------------------------------------------------------- |
| sconosciuto | titolo perduto | Dra Abu el-Naga | XIX-XX dinastia  | versante nord del wadi, circa 30 m a ovest e più in alto della TT152 |

## Biografia
Nessuna notizia biografica è ricavabile dalle poche e malridotte pitture parietali.

## La tomba
Planimetricamente la tomba, non ultimata, propone la forma a "T" capovolta tipica delle sepolture del periodo. Pochi e non ultimati i dipinti parietali: nella sala trasversale, su due registri sovrapposti, il defunto seguito da un altro uomo che reca un mazzo di fiori, preti in atto di offrire libagioni e due donne dinanzi al pilone di un tempio e il defunto, seguito da alcune donne dinanzi ad Amenhotep I, alla regina Ahmose Nefertari e Thutmosi III assisi sotto un chiosco. Nel corridoio che adduce alla camera successiva si trovano i resti illeggibili di un testo.

### Annotazioni
1. ↑  La prima numerazione delle tombe, dalla numero 1 alla 253, risale al 1913 con l’edizione del "Topographical Catalogue of the Private Tombs of Thebes" di Alan Gardiner e Arthur Weigall. Le tombe erano numerate in ordine di scoperta e non geografico; ugualmente in ordine cronologico di scoperta sono le tombe dalla 253 in poi.
2. ↑  I campi della Duat, ovvero l'aldilà egizio, si trovavano, secondo le credenze, proprio sulla riva occidentale del grande fiume.
3. ↑  Nella sua epoca di utilizzo, l'area era nota come "Quella di fronte al suo Signore" (con riferimento alla riva orientale, dove si trovavano le strutture dei Palazzi di residenza dei re e i templi dei principali dei) o, più semplicemente, "Occidente di Tebe".
4. ↑  le Tombe dei Nobili, benché raggruppate in un'unica area, sono di fatto distribuite su più necropoli distinte.
5. ↑  Le note, sovente di inquadramento topografico della tomba, sono tratte dal "Topographical Catalogue" di Gardiner e Weigall, ed. 1913 e fanno perciò riferimento alla situazione dell'epoca.

### Fonti
1. ↑  Gardiner e Weigall 1913.
2. ↑  Donadoni 1999,  p. 115.
3. 1 2 3  Porter e Moss 1927,  p. 262.
4. ↑  Gardiner e Weigall 1913, pp. 30-31.